# 3418 Izvekov
3418 Izvekov è un asteroide della fascia principale del diametro medio di circa 27,13 km. Scoperto nel 1973, presenta un'orbita caratterizzata da un semiasse maggiore pari a 3,1616216 UA e da un'eccentricità di 0,1799637, inclinata di 1,89696° rispetto all'eclittica.